# Mateo Musacchio
Mateo Pablo Musacchio, född 26 augusti 1990 i Rosario, är en argentinsk före detta fotbollsspelare.

## Karriär
Musacchio är en produkt av River Plates ungdomsakademi. Som 16-åring gjorde han debut för River Plate.

### Villarreal
I augusti 2009 flyttade Musacchio till Villarreal i Spanien. Han tillbringade ett halvår med Villarreal B innan han flyttades upp till Villarreals a-lag, där han gjorde debut den 13 februari 2010 då han fick spela de sista 15 minuterna mot Athletic Bilbao. Han är numera given i startelvan som mittback tillsammans med sin landsman Gonzalo Rodríguez.

### Milan
Den 30 maj 2017 värvades Musacchio av Milan, där han skrev på ett fyraårskontrakt.

### Lazio
Den 27 januari 2021 värvades Musacchio av Lazio.